# 27975 Mazurkiewicz
27975 Mazurkiewicz este un asteroid din centura principală de asteroizi.

## Descriere
27975 Mazurkiewicz este un asteroid din centura principală de asteroizi. A fost descoperit pe 23 octombrie 1997 la Prescott (Arizona) de Paul G. Comba. Asteroidul prezintă o orbită caracterizată de o semiaxă mare de 2,73 ua, o excentricitate de 0,12 și o înclinație de 4,1° în raport cu ecliptica.